# Bangor City Football Club
El Bangor City Football Club (en gal·lès Clwb Pêl-droed Dinas Bangor) és un club de futbol gal·lès, de la ciutat de Bangor, al comtat de Gwynedd.

## Història
Va ser fundat el 1876 amb el nom de Bangor FC. Juga a la lliga del país des de la seva creació el 1992. També disputà la primera edició de la Copa gal·lesa i fou membre fundador de la North Wales Coast League, la Welsh National League, la North Wales Combination, la Welsh League (nord), la Northern Premier League, l'Alliance Premier League i la Lliga gal·lesa de futbol.
El color tradicionals del club era el blau reial per tot l'uniforme, però amb el pas del temps es van incloure el groc i l'escarlata.
El club ha jugat a diversos estadis. Des de la seva fundació fins al 1919 jugava a Maes-y-Dref. Aleshores es traslladà al camp de Bangor Cricket Club, Farrar Road, on jugà fins al 27 de desembre del 2011. El seu actual estadi és Nantporth. El primer partit es disputà el 24 de gener de 2012, amb el resultat de 6-1 enfront Caernarfon Wanderers.

## Palmarès
- Lliga gal·lesa de futbol:
  - 1993-94, 1994-95, 2010-11
- Northern Premier League:
  - 1981-82
- North Wales Coast League:
  - 1895-96, 1899-00, 1900-01, 1903-04, 1919-20
- Copa gal·lesa de futbol:
  - 1889, 1896, 1962, 1998, 2000, 2008, 2009, 2010
- Northern Premier League Challenge Cup:
  - 1969
- Northern Premier League President's Cup:
  - 1989
- Northern Premier League Shield:
  - 1987
- North Wales Coast Challenge Cup:
  - 1927, 1936, 1937, 1938, 1947, 1951, 1958, 1965, 1968, 1993, 1999, 2005, 2012
- North Wales Coast Amateur Cup:
  - 1895, 1896, 1898, 1899, 1901, 1903, 1905, 1906, 1912
- North West Wales Challenge Cup:
  - 1886